# Shaun Livingston
Shaun Patrick Livingston (født 11. september 1985 i Peoria, Illinois, USA) er en amerikansk basketballspiller, der spiller som point guard i NBA-klubben Golden State Warriors. Han har tidligere spillet for blandt andet Los Angeles Clippers. Brooklyn Nets.